# 小行星3512
小行星3512（3512 Eriepa）是一颗绕太阳运转的小行星，为主小行星带小行星。该小行星于1984年1月8日发现。

## 轨道参数
小行星3512的轨道半长轴为2.2486059 UA，离心率为0.249。